# Hits II: Ganked & Gaffled
Hits II: Ganked & Gaffled — друга збірка найкращих пісень американського репера Spice 1, видана лейблом Mobb Status Entertainment 20 лютого 2001 р. Реліз містить пісні з попередніх альбомів виконавця й пісні з платівок інших реперів: Hard to Hit, In a Major Way, Lost, та ремікс «I Got 5 on It». Попри наявність імен Мака Дре й Da' Unda' Dogg на обкладинці, треки з їхньою участю не потрапили до компіляції.

## Список пісень
1. «Strap on the Side» — 4:47 (з AmeriKKKa's Nightmare)
2. «Mo' Mail» (з участю E-40) — 4:30 (з AmeriKKKa's Nightmare)
3. «Peace to My Nine» — 4:58 (із Spice 1)
4. «Twirk It» (з участю Big Mike та Jayo Felony) — 5:22 (з Hard to Hit)
5. «Doncha Runaway» — 4:57 (з AmeriKKKa's Nightmare)
6. «Playa Man» — 4:08 (з The Black Bossalini)
7. «Runnin' Out da Crackhouse» — 3:18 (з 187 He Wrote)
8. «Dusted N Disgusted» (з участю E-40, 2Pac та Mac Mall) — 4:31 (з In a Major Way)
9. «Mobbin'» — 4:19 (з 1990-Sick)
10. «Face of a Desperate Man» — 4:52 (з AmeriKKKa's Nightmare)
11. «380 on That Ass» (з участю Havikk та Prodeje) — 4:19 (з 187 He Wrote)
12. «I Got 5 on It (Remix)» (з участю Luniz, Dru Down, E-40, Shock G та Річі Річ) — 4:14 (із синглу «I Got 5 on It»)
13. «Suckaz Do What They Can» (з участю Roger Troutman, Too Short та Yukmouth) — 5:28 (з Immortalized)
14. «East Bay Gangster (Reggae)» — 4:32 (із Spice 1)
15. «20/20's» (з участю Bad Azz) — 3:39 (з The Last Dance)
16. «360 Degrees» (з участю Eightball, Rappin' 4-Tay та Otis & Shug) — 4:39 (з Lost)